# Anolis barbatus
Anolis barbatus (західний бородатий аноліс) — вид ігуаноподібних ящірок родини анолісових (Dactyloidae). Ендемік Куби.

## Поширення і екологія
Західні бородаті аноліси мешкають в горах Сьєрра-дель-Росаріо на заході Куби. Вони живуть в дощових лісах, вічнозелених і напіввічнозелених тропічних лісах, трапляються на деревах і кущах. Відкладають яйця.

## Збереження
МСОП класифікує стан збереження цього виду як близький до загрозливого. Anolis baracoae загрожує знищення природного середовища.